# Agrostis glabra
Agrostis glabra är en gräsart som först beskrevs av Jan Svatopluk Presl, och fick sitt nu gällande namn av Carl Sigismund Kunth. Agrostis glabra ingår i släktet ven, och familjen gräs. Utöver nominatformen finns också underarten A. g. melanthes.